# 1568 Aisleen
Az 1568 Aisleen (ideiglenes jelöléssel 1946 QB) a Naprendszer kisbolygóövében található aszteroida. Ernest Leonard Johnson fedezte fel 1946. augusztus 21-én, Johannesburgban.